# リック・ファン・リンデン
リック・ファン・リンデン（Rik Van Linden、1949年7月28日 - ）は、ベルギー、ウィルレイク出身の元自転車競技（ロードレース選手。

## 来歴
- 元ロードレース選手のヨゼフは実父、アレックスは実弟。

1968年
- ベルギー選手権 ジュニア部門・ロードレース 優勝

1970年
- ヘント〜ウェヴェルヘム・アマチュア 優勝
- ベルギー選手権 アマ・オムニアム 優勝

1971年、プロ転向。
- ヘント〜ウェヴェルヘム・アマチュア 優勝
- パリ〜ツール 優勝

1972年
- ティレーノ〜アドリアティコ 区間1勝(第5a）
- ツール・ド・フランス 区間1勝(第2)

1973年
- パリ〜ニース 区間3勝(第3、6、7a）
- ジロ・デ・イタリア 区間2勝(第7、17)
- パリ〜ツール 優勝

1974年
- ブエルタ・ア・エスパーニャ 区間2勝(第3、4)
- ジロ・ディ・サルデーニャ 総合優勝
- パリ〜ニース 区間1勝(第7a)

1975年
- GP・ユニオン・ドルトムント 優勝
- ミラノ〜ヴィニョーラ 優勝
- カタルーニャ一周 区間1勝(第1)
- ジロ・デ・イタリア 区間1勝(第5)
- ツール・ド・フランス
  -  ポイント賞
  - 区間3勝(第1b、19、21)
- ヘント〜ウェヴェルヘム 3位

1976年
- ミラノ〜ヴィニョーラ 優勝
- ティレーノ〜アドリアティコ 区間1勝(第5a)
- ジロ・ディ・カンパーニア 優勝
- ジロ・デ・イタリア 区間2勝(第3、15)
- ヘント〜ウェヴェルヘム 2位

1977年
- ミラノ6日間レース 優勝(+ フェリーチェ・ジモンディ）
- ティレーノ〜アドリアティコ 区間1勝(第4)
- ジロ・デ・イタリア 区間1勝(第2)
- ミラノ〜トリノ 優勝

1978年
- ミラノ〜ヴィニョーラ 優勝
- ベルギー選手権・ドミフォン 優勝
- ティレーノ〜アドリアティコ 区間1勝(第5a)
- ジロ・デ・イタリア 区間3勝(第1、5、6)

1979年
- ベルギー選手権・ドミフォン 優勝

1980年
- パリ〜ニース 区間2勝(第1b、7)